# Vetřelec: Země
Vetřelec: Země je americký sci-fi hororový televizní seriál jehož scenáristou a režisérem je Noah Hawley. Seriál je postavený na frenčíze Vetřelec (Alien). Seriál bude prequelem, který je zasazen dva roky před událostmi filmu Vetřelec z roku 1979. Do hlavních rolí byli obsazeni Sydney Chandler, Alex Lawther, Samuel Blenkin, Essie Davis a Adarsh Gourav. Seriál je společnou produkcí 20th Television a Scott Free Productions. Premiéra byla 13. srpna 2025 v České republice.

## Seznam dílů
| Č. V seriálu | Č. V řadě | Původní název    | Režie       | Scénář      | Premiéra v ČR  | Sledovanost |
| ------------ | --------- | ---------------- | ----------- | ----------- | -------------- | ----------- |
| 1            | 1         | Nezemě           | Noah Hawley | Noah Hawley | 13. srpna 2025 |             |
| 2            | 2         | Mistr October    | Noah Hawley | Noah Hawley | 13. srpna 2025 |             |
| 3            | 3         | Proměna          | Noah Hawley | Noah Hawley | 20. srpna 2025 |             |
| 4            | 4         | Pozorování       | Noah Hawley | Noah Hawley | 27. srpna 2025 |             |
| 5            | 5         | Ve vesmíru nikdo | Noah Hawley | Noah Hawley | 3. září 2025   |             |
| 6            | 6         | Moucha           | Noah Hawley | Noah Hawley | 10. září 2025  |             |
| 7            | 7         | Vznik            | Noah Hawley | Noah Hawley | 17. září 2025  |             |
| 8            | 8         | Skutečná monstra | Noah Hawley | Noah Hawley | 24. září 2025  |             |

## Obsazení
| Sydney Chandler  | Wendy        |
| Alex Lawther     | CJ           |
| Samuel Blenkin   | Boy Kavalier |
| Essie Davis      | Dame Silvia  |
| Adarsh Gourav    | Slightly     |
| Kit Young        | Tootles      |
| Timothy Olyphant | Kirsh        |
| David Rysdahl    |              |

## Produkce

### Natáčení
Hlavní natáčení bylo plánováno na začátek března 2022, ale bylo pozdrženo kvůli pandemii covidu-19. Výroba seriálu začala 19. července 2023 v Thajsku. Natáčení (bez americké herečky Sydney Chandler) bylo povoleno během stávky SAG-AFTRA, kvůli britskému obsazení a férovým smlouvám. Na konci srpna se výroba kvůli stávce pozastavila. Natáčení se znovu rozběhlo v dubnu 2024 a skončilo v polovině července. Hlavním kameramanem je Steve Annis.